# Lidia Axionov (maestru de cor)
Lidia Axionov (în unele surse Axionova; n. 19 iulie 1923, Pokrovsk, RSFS Rusă, URSS – d. 18 septembrie 2019, Chișinău, Republica Moldova) a fost o pedagogă și maestru de cor.

## Copilărie și studii
Se naște într-o familie de intelectuali ruși avocatului Valyrian Mihailovici Axionov și a profesoarei Claudia Ivanovna Axionova (n. Zhivaeva). Ea absolvă școala în orașul Balzer cu o medalie de aur, ia lecții de muzică. Din 1941 concomitent predă limba germană la o școală medie din aceeași localitate. Din 1942 urmează cursurile Institutului de Medicină din Saratov, lucrează ca asistent medical într-un spital militar.
În 1944-1952 studiază la Conservatorul din Saratov cu profesorul Alevtina Mihailovna Pashalova (clasa canto), iar apoi la Conservatorul din Minsk cu profesorii Samuil Lvovichi Ratner (dirijarea simfonică) și Nikolai Fedorovichi Maslov (maestru de cor).

## Activitate profesională
În perioada 1952-2015 este cadru didactic la Conservatorul „Gavriil Muzicescu” din Chișinău (astăzi Academia de Muzică, Teatru și Arte Plastice); un anumit timp a exercitat funcția de șef al catedrei Dirijat coral aici. Conduce corul Școlii de Muzică „Eugen Coca” din Chișinău (azi Liceul Republican de Muzică ”Ciprian Porumbescu”) în anii 1964-1979; datorită ei, acest cor era apreciat drept „Cor-model al URSS”. Devine docent în 1969 și profesor universitar în 1988. (fost prima din Republica Moldova care a primit titlul de Profesor universitar de Dirijat Coral). A instruit mai mulți 300 dirijori de succes din Moldova și din străinătate, ca artist al poporului Teodor Zgureanu, artist al poporului  Sofia Rotaru, artist al poporului Eduard Markin, regens și profesor Ivan Melnic, artst emerit  Mihail Magalnik, maestru emerit Vasile Condrea, maestru de cor, regens și profesor Nicolae Ciolac, artst emerit Valentina Golescu, artist al poporului Ilona Stepan, artist al poporului Svetlana Popov, artist al poporului Tatiana Tverdokhleb, lucrător cultural onorat Ekaterina Yankovskaya, regens și profesor Irina Ciolac, doctor în studiul artelor și profesor Larisa Balaban, maestru de cor și profesor Nikolai Kazanzhi, doctor în studiul artelor și profesor Luminița Guțanu Stoian, maestru de cor și profesor Lana Siloci, maestru de cor și profesor Alexei Vinogradsky, maestru de cor și profesor Tatiana Fanian, regens și profesor Viaceslav Obrucikov etc.
De peste 60 de ani de activitate și în Republica Moldova, Lidia Axionov a mai condus Orchestra simfonică a Teatrului Dramatic „A. Cehov” (a devenit prima femeie din Republica Moldova ca dirijor simfonic), a activat, timp de 12 ani, în calitate de Președinte al Asociației Corale de pe lângă Uniunea Muzicienilor (secția: coruri de copii) și în calitate de Președinte al Comisiei Metodice de pe lângă Ministerul Culturii. În aceeași perioadă, Lidia Axionov a fost organizator al Festivalului dedicat Sărbătorii Cântecului pentru copii mai multe ediții la rând, reușind în cea de-a treia ediție să adune un cor de peste 30.000 de cântăreți din republică și să evolueze pe Piața Marii Adunări Naționale.

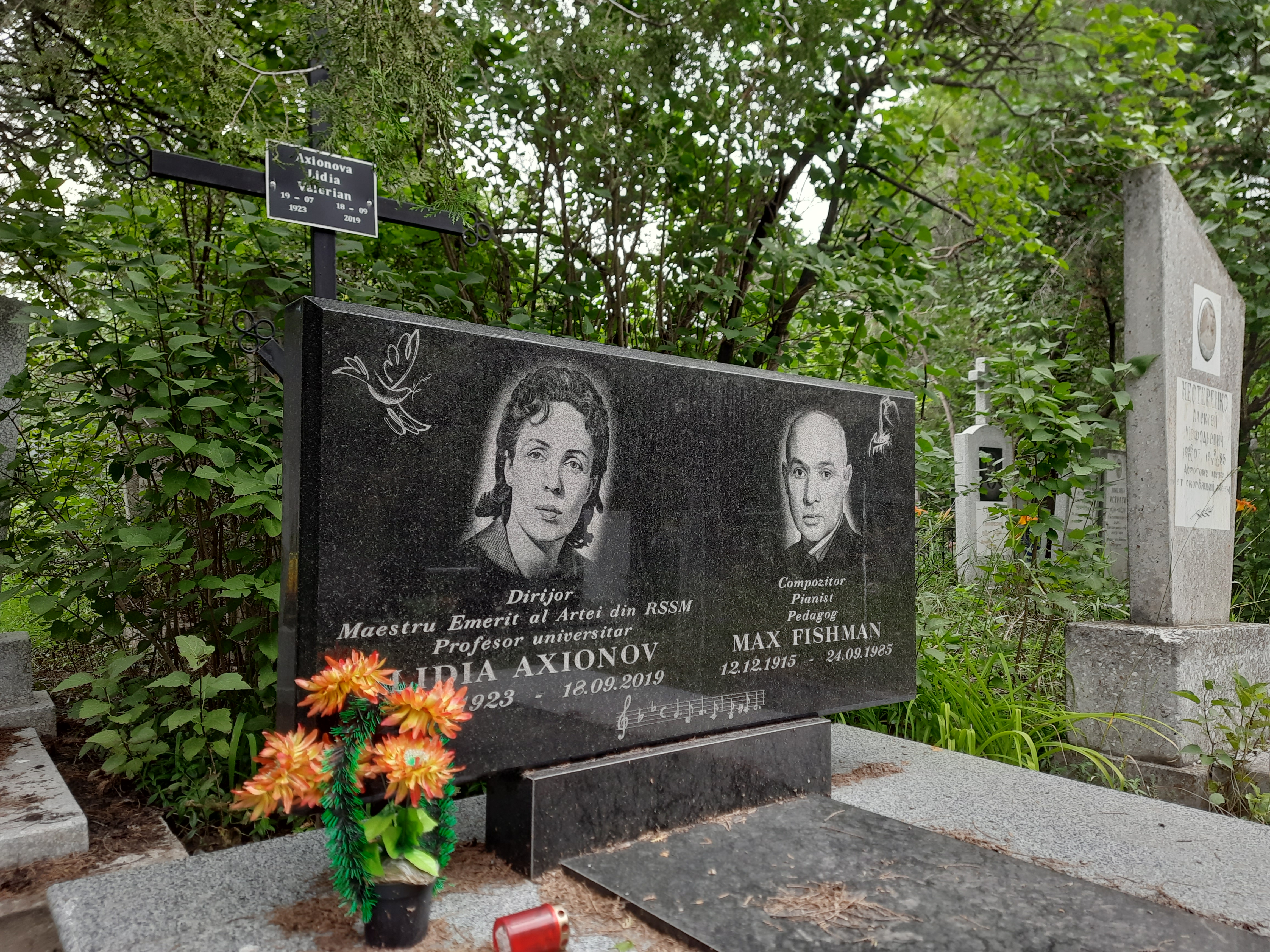
Piatra de mormânt comună a soților Lidia Axionov și Max Fishman

Lidia Valerianovna Axionov a murit pe 18 septembrie 2019 în Chișinău. A fost înmormântată la Cimitirul „Sfântul Lazăr” din Chișinău, lângă soțul ei (sectorul 71).

### Lucrări
Printre cele peste 52 de lucrări didactice ale sale se numără:
- Repetiții cu ansamblul coral — Chișinău, 1966
- Muzica corală moldovenească (în colaborare cu Efim Bogdanovschi) — Chișinău, 1972
- Хоровой класс в средней специальной музыкальной школе (din rusă Clasa de cor în școala muzicală medie de specialitate) — Moscova, 1973
- Un curs de prelegeri despre literatura corală străină / Stat. institutul de arte. G. Muzicescu, Catedra Dirijat Coral. - Chișinău, 1976 - aflat în biblioteca AMTAP.
- Literatura corală sovietică”: metodă. indemnizație pentru studenții prin corespondență. Partea 1 / Stat. institutul de arte. G. Muzicescu, Catedra Dirijat Coral. - Chișinău, 1977. - 125 ruble. - se află în biblioteca AMTAP.
- Literatura corală sovietică”: metodă. indemnizație pentru studenții prin corespondență. Partea 2 / Stat. institutul de arte. G. Muzicescu, Catedra Dirijat Coral. - Chișinău, 1978 - 125 pagini - aflat în biblioteca AMTAP.
- Rolul Institutului de Arte în dezvoltarea cântului coral pentru copii în Moldova / Stat. institutul de arte. G. Muzicescu - Chișinău, 1980
- Probleme ale formării unui tânăr specialist într-o universitate de cultură / Stat. institutul de arte. G. Muzicescu – Chișinău, 1980
- Viața în muzică: [despre activitățile directorului de cor și profesorului G. Strezev] / ziarul "Vecherny Kishinev" - 1994. - 7 iulie.
- Georgy Strezev - Chișinău: Inessa, 2003, 96 pag.
- Compozitori moldoveni pentru copii:Eseu metodologic la specialitatea „dirigerea corală / Chișinău: Academia de Muzică, Teatru și Arte Plastice, 2008, 30 pagini, ISBN: 978-9975-9999 -4- 6 s. a.

## Afilieri și distincții
- Din 1967, este membră a Uniunii Compozitorilor din RSSM.
- Medalia „Veteran al Muncii” (Uniunea Republicilor Sovietice Socialiste)
- În 1984, devine Maestru Emerit al Artei din RSSM.
- Profesor universitar
- Ordinul de Onoare (Republica Moldova)
- Ordinul „Gloria Muncii” (Republica Moldova)

## Viață personală
A fost căsătorită  cu compozitor, pianist și pedagog Max Fishman (1915 - 1985). Au crescut și a educat doi fii: Băno Axionov, regizor și actor în teatrele din Republica Moldova și Germania, laureat al mai multor concursuri internaționale, și Artur Aksenov, pianist și profesor in Rusia și Statele Unite.